# Зелигенштадт (замок)
Зелигенштадт (нем. Wasserburg Seligenstadt) — водный замок в районе Кляйн-Вельцхайм города Зелигенштадт, в регионе Оффенбах в земле Гессен, Германия.

## История

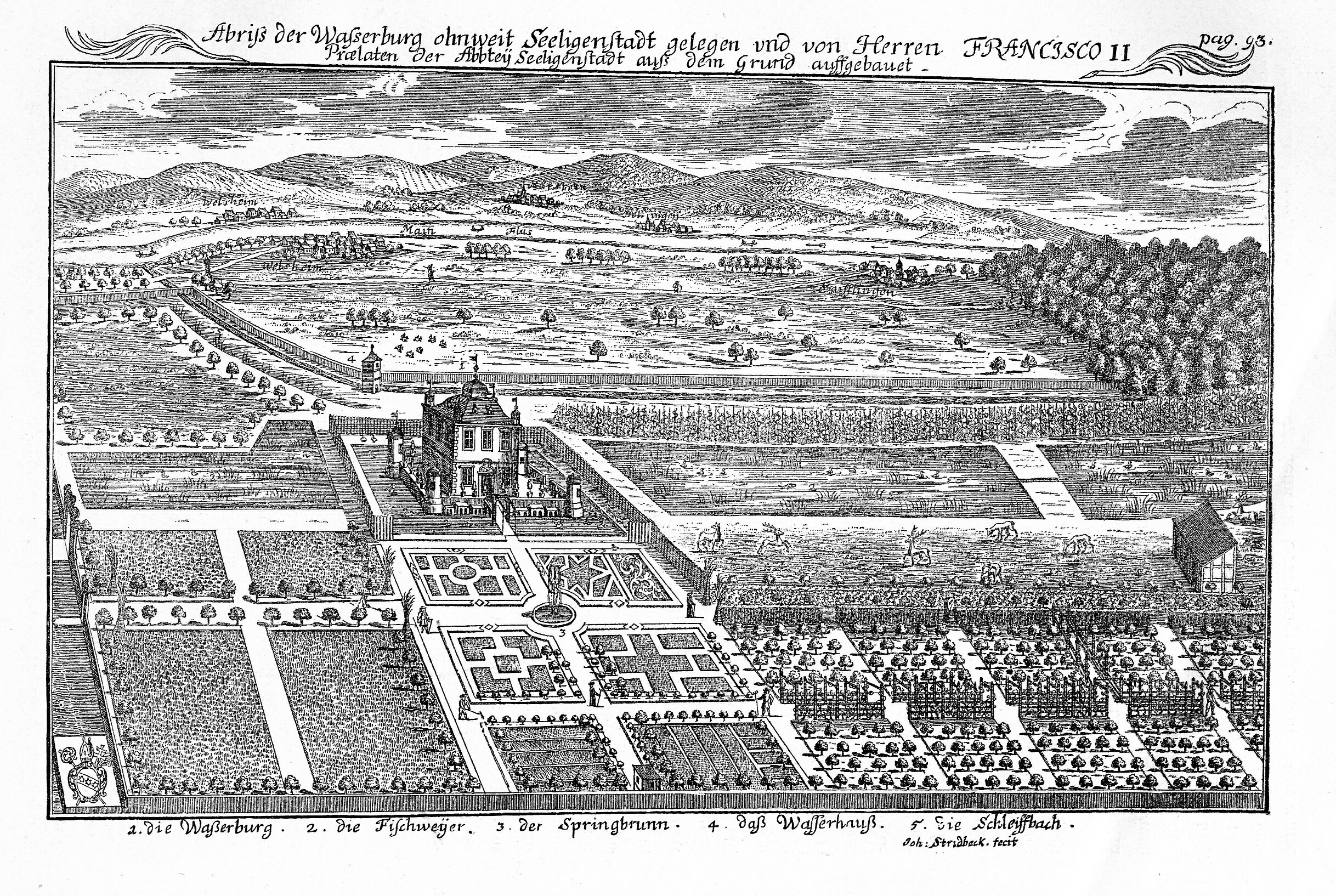
Замок на рисунке XVIII века

Водный замок расположен недалеко от Майна на небольшом острове. На месте современной резиденции ранее уже существовал замок, окружённый рвом с водой. Точный возраст более старого замка установить затруднительно. Но в документах 1266 году он упоминается как уже существующее укрепление. Однако во время Тридцатилетней войны замок был полностью разрушен.
Зелигенштадтский аббат Франциск II Блёхингер во время своего нахождения во главе местной епархии (1695—1715) решил построить небольшую резиденцию на месте разрушенного замка. Вероятно, строительство велось с 1700 по 1705 годы. Новый замок служил загородным домом и был окружён большим парком и садами. Спустя столетие в ходе секуляризации замок перешёл в государственную собственность. Позднее он был продан частным владельцам.
После Второй мировой войны замок находился в упадке. Лишь в 1972 году частный собственник полностью восстановил и отреставрировал резиденцию. В настоящее время замок является важной достопримечательностью в региональном парке «Рейн-Майн».

## Описание замка
Хотя комплекс повторяет тип замков позднего Средневековья (глубокий ров, разводной мост, внешняя стена с угловыми башнями) на самом деле он строился не как фортификационное сооружение, а в качестве загородной виллы или так называемого увеселительного замка. Собственно резиденция имеет два этажа. Сегодня в этом здании отсутствуют маленькие эркерные башенки, которые, были изначально.
Над входом надпись: «Этот замок находится во власти Господа».
Вокруг сохранились остатки прежнего просторным парка и садов.

## Галерея

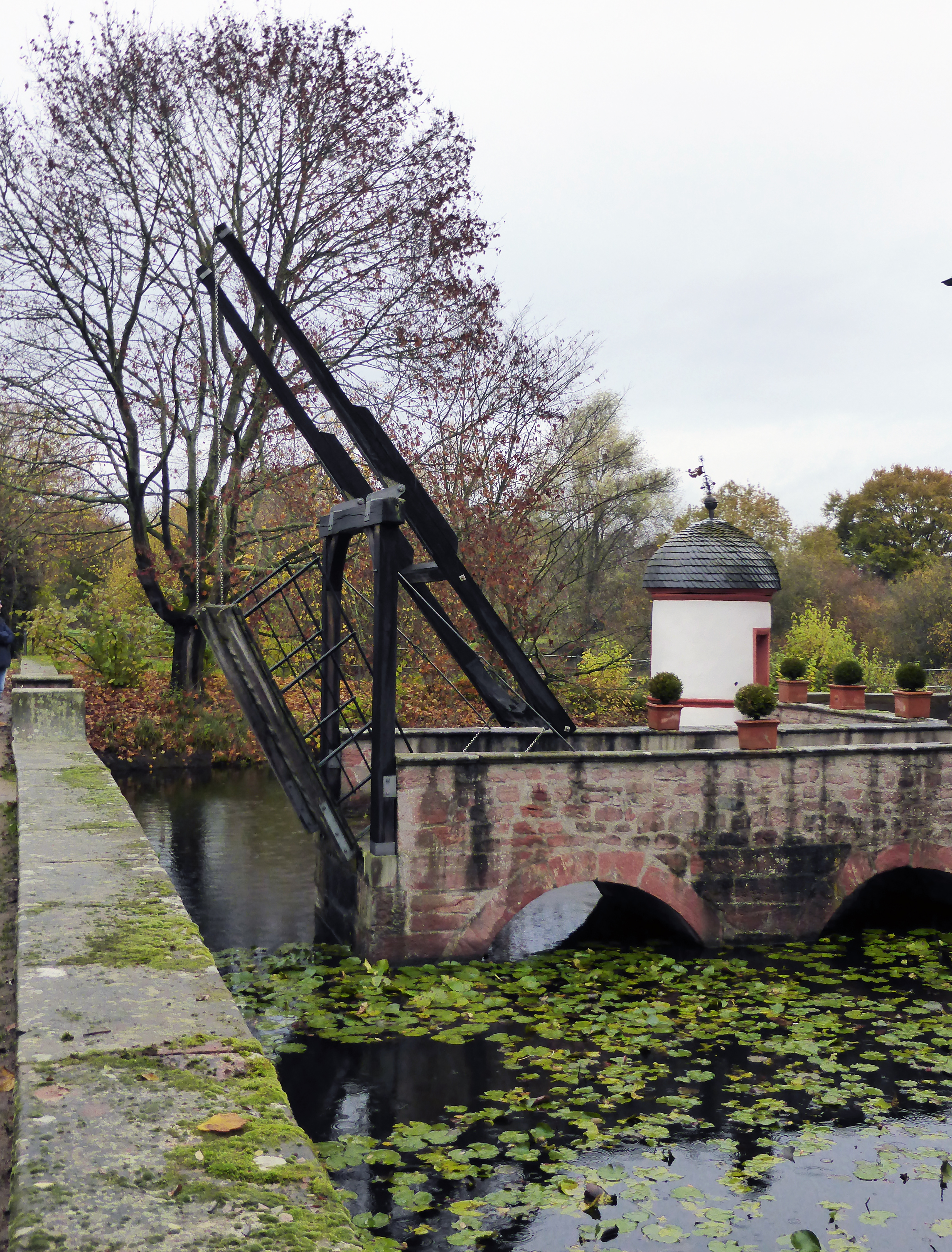
Разводной мост, ведущий к замку
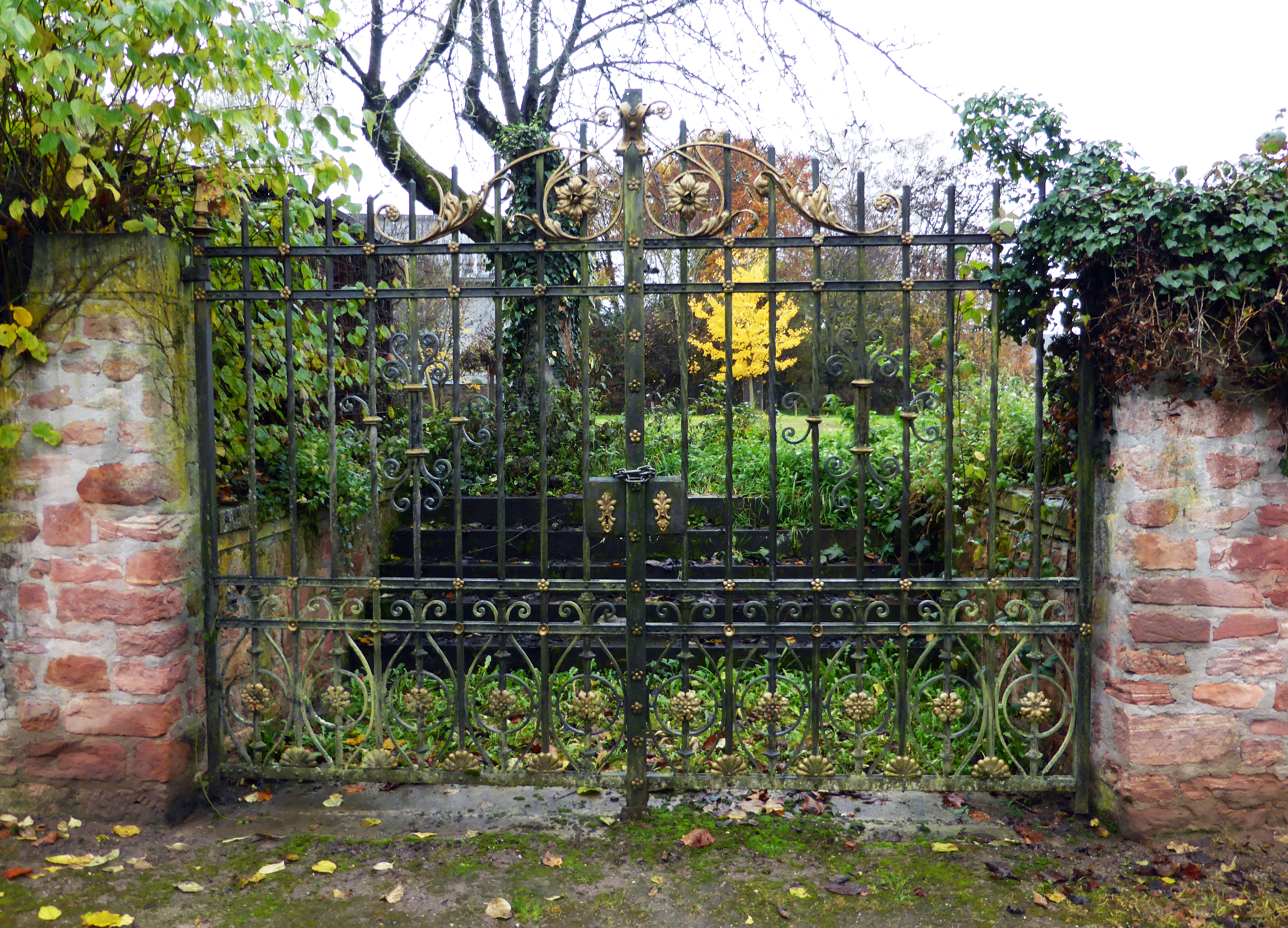
Ворота в стене, окружающей сад
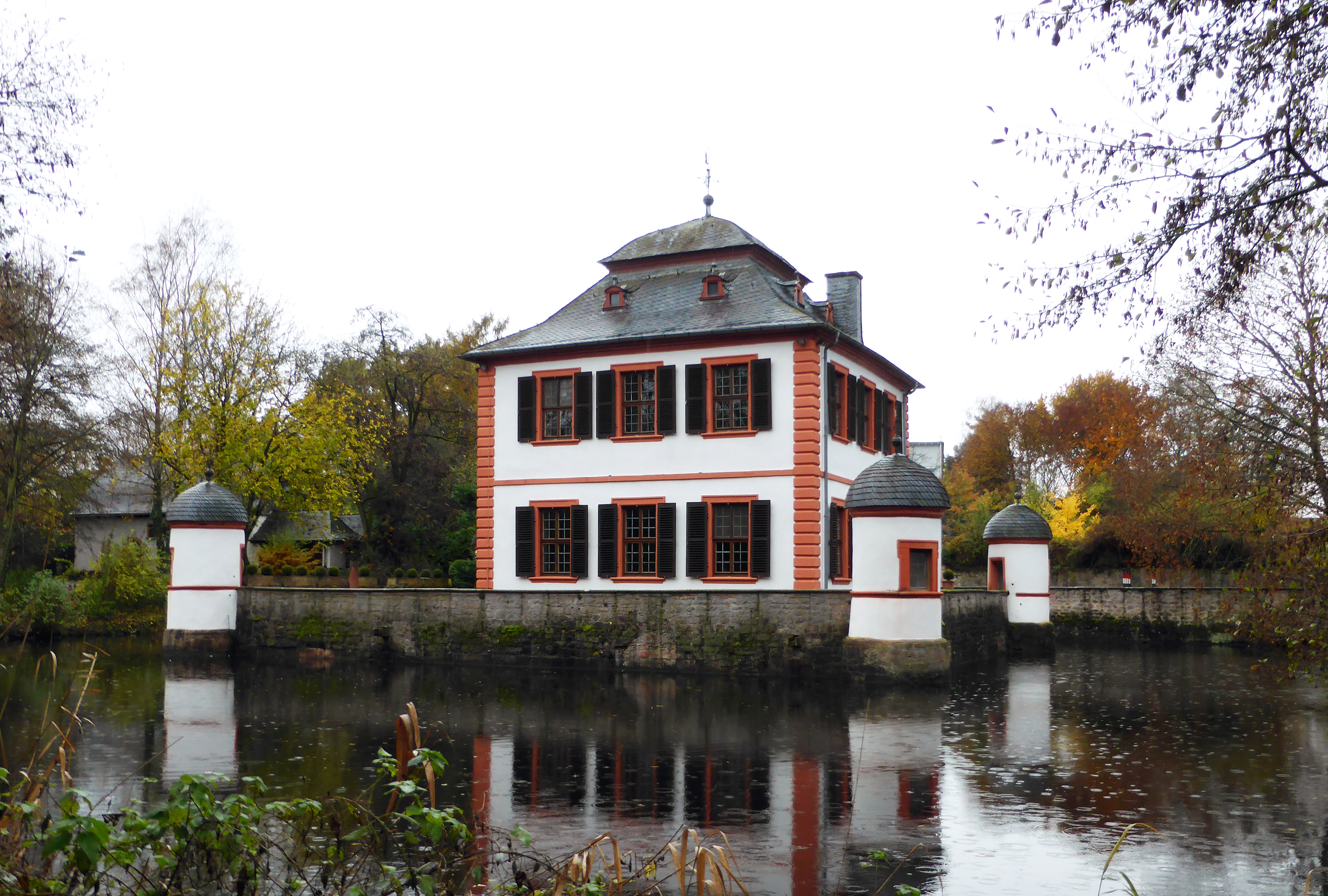
Вид замка с воды
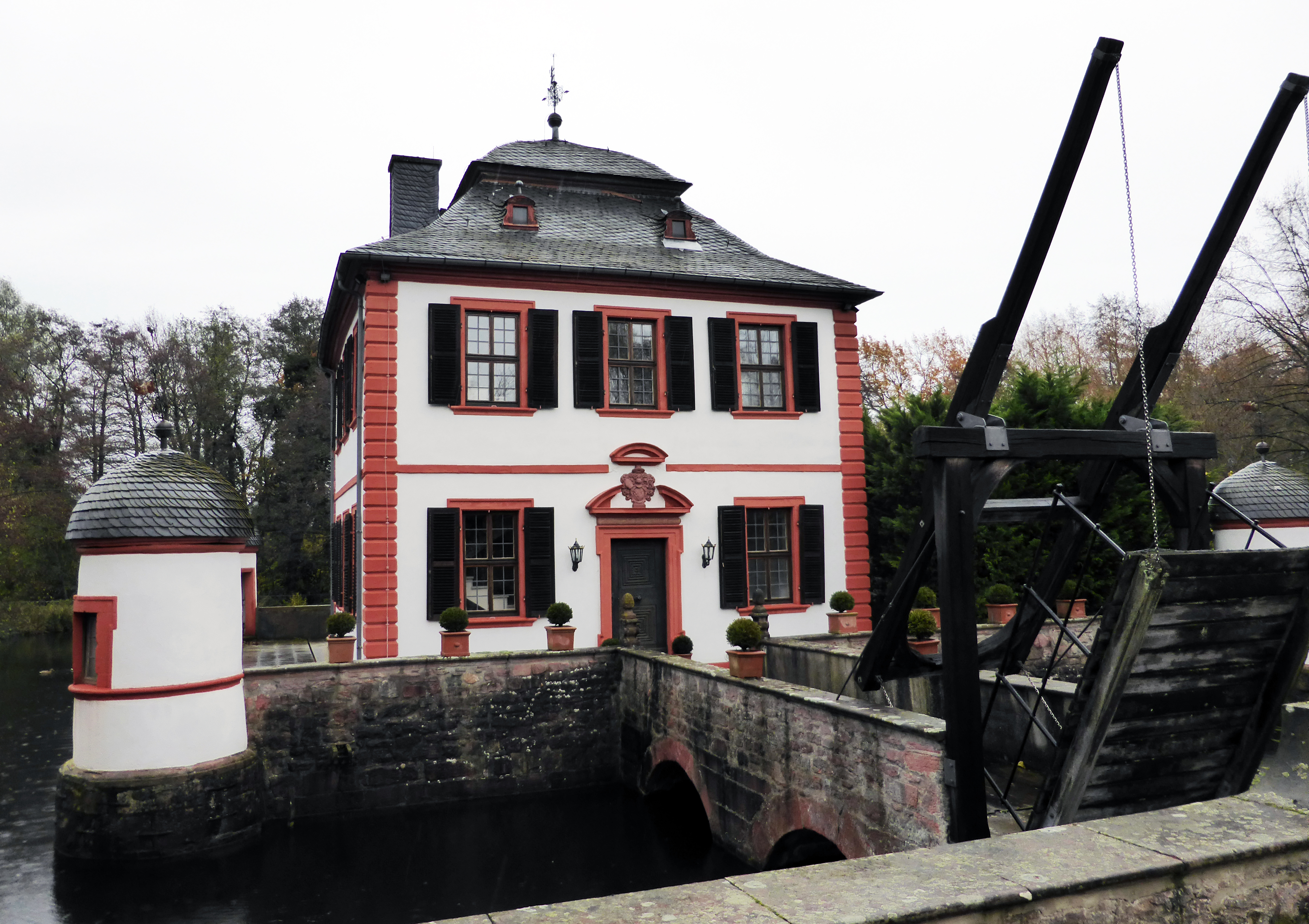
Угловая башня, фасад и разводной мост